# Organische Solarzelle

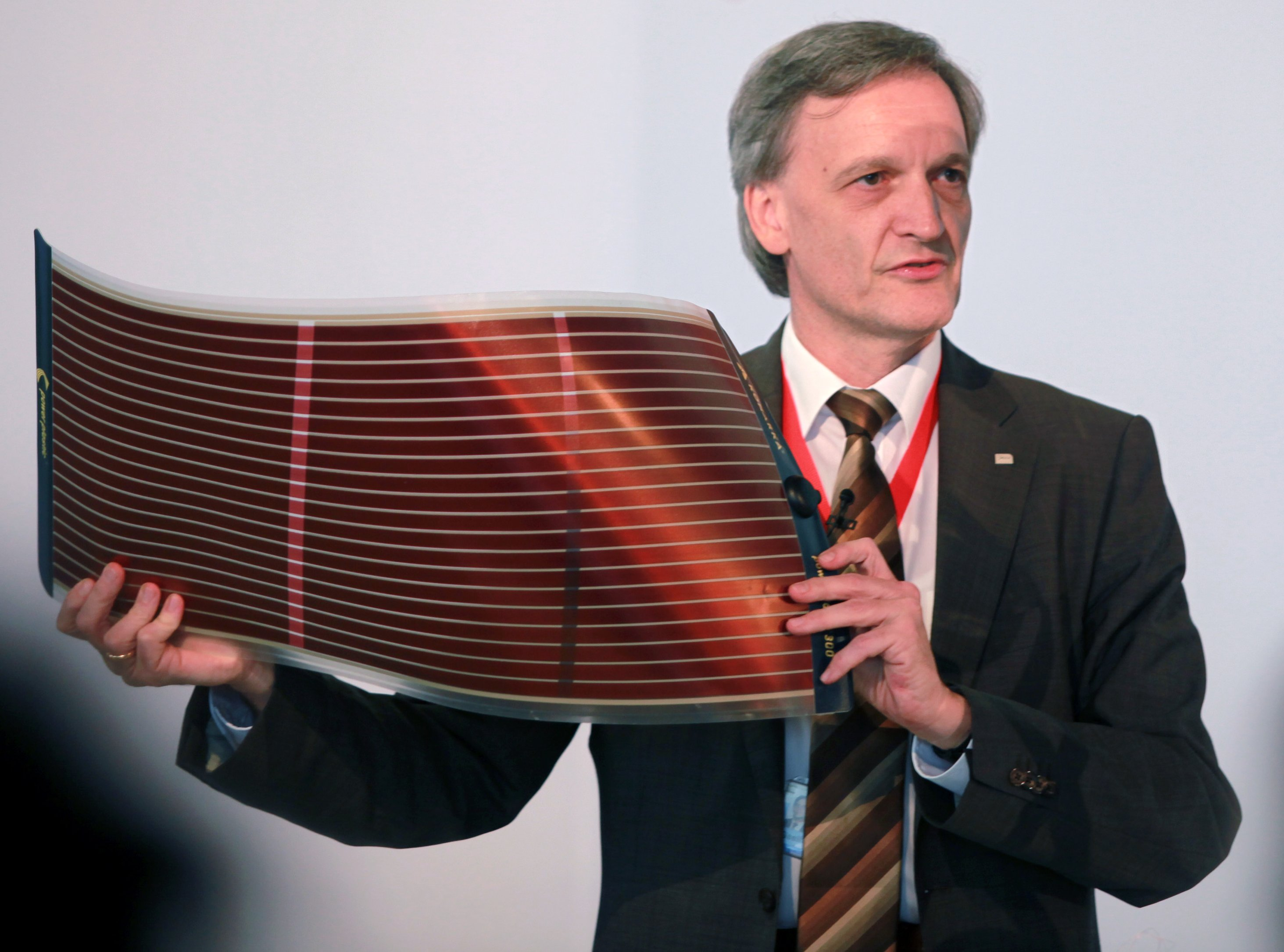
Ein kommerziell erhältliches flexibles Modul einer polymeren organischen Solarzelle

Eine organische Solarzelle ist eine Solarzelle, die aus Werkstoffen der organischen Chemie besteht, d. h. aus Kohlenwasserstoff-Verbindungen (Kunststoffen). Der Wirkungsgrad, mit dem Sonnenenergie in elektrische Energie umgewandelt wird, liegt bei speziellen, in Laboren mittels Einzelanfertigung hergestellten Zellen, die Flächen von etwa 1 cm² aufweisen, mit 17,3 % (Stand August 2018) noch unterhalb dessen von Solarzellen aus anorganischem Halbleitermaterial. Organische Solarzellen bzw. Plastiksolarzellen, wie sie auch genannt werden, sind aufgrund der Möglichkeiten hinsichtlich potenziell günstiger und vielseitiger Herstellungsverfahren ein aktuelles Forschungsthema (siehe Vor- und Nachteile).

## Material

Aufbau einer Einschicht-Solarzelle

Das Material für diesen Solarzellentyp basiert auf organischen Kohlenwasserstoffverbindungen mit einer speziellen Elektronenstruktur, dem konjugierten π-Elektronensystem, das den betreffenden Materialien die wesentlichen Eigenschaften amorpher Halbleiter verleiht. Typische Vertreter organischer Halbleiter sind konjugierte Polymere und kleine Moleküle, wobei auch speziell synthetisierte Hybridstrukturen wie Kupfer-Phthalocyanin verwendet werden. Die erste organische Solarzelle wurde 1985 von Ching W. Tang bestehend aus Kupfer-Phthalocyanin und einem PTCDA-Derivat hergestellt. Die ersten Kunststoffsolarzellen, die aus konjugierten Polymeren (Elektronendonatoren) und Fullerenen (Elektronenakzeptoren) hergestellt wurden, waren auch Zweischichten-Solarzellen. Diese Zellen bestanden aus einer dünnen Schicht des konjugierten Polymers, auf die eine weitere dünne Schicht von Fullerenen aufgebracht wurde. Die photoaktive Substanz in diesen Solarzellen sind die konjugierten Kohlenwasserstoffe, die unter Lichteinstrahlung in angeregte Zustände übergehen können. Diese Zustände können ihre Anregungsenergie in Form eines Elektrons an ein Fulleren abgeben. Da die vollständig getrennten Ladungen metastabil sind, können diese Ladungen über metallische Elektroden gesammelt und abgeführt werden. Aus technologischer Sicht stellen konjugierte Polymere und funktionalisierte Moleküle aufgrund der Erzeugbarkeit von Schichten aus flüssiger Phase attraktive Grundmaterialien für die kostengünstige Massenproduktion flexibler PV-Elemente mit vergleichsweise einfacher Struktur dar. Molekulare Halbleiter hingegen werden üblicherweise in Vakuum-Aufdampfprozessen (vgl. thermisches Verdampfen bzw. allgemein physikalische Gasphasenabscheidung) zu wohldefinierten Mehrschichtsystemen verarbeitet und lassen die Herstellung sequentiell abgeschiedener Halbleiterschichten und somit komplexerer Zellentypen (z. B. Tandemzellen) zu.

## Funktionsprinzip

Schnitt durch eine Mehrschichten-Solarzelle

Die effizienten Vertreter organischer Solarzellen basieren auf der Verwendung eines sogenannten Donator-Akzeptor-Systems, d. h. auf der geschickten Kombination verschiedener Halbleiter, welche nach Absorption von Licht einen extrem schnellen Transfer (sehr viel kleiner als 1 ps) der entstandenen Ladungsträger zu Donator und Akzeptor zeigen (z. B. Dünnschichten aus konjugierten Polymeren und Fullerenen). Solche D-A Paare unterscheiden sich durch ihre relativ zueinander verschobenen Lagen der elektrochemischen Potentiale: HOMO (highest occupied molecular orbital) und LUMO (lowest unoccupied molecular orbital). Diese Orbitale sind in gewisser Weise vergleichbar mit dem Band-Schema anorganischer Halbleiter. Nach der Absorption von Photonen, deren Energie den Abstand zwischen HOMO und LUMO überschreitet, entstehen sogenannte Exzitonen (elektrostatisch gebundene Paare positiver und negativer Ladungen), die u. a. durch das lokale elektrische Feld an einer Donator-Akzeptor-Grenzfläche für einige Zeit getrennt werden. Nach der Trennung erfolgt der Ladungstransport in den zwei Halbleitern selektiv. Die Ladungsträger bewegen sich durch „Hüpfen“ durch den Halbleiter; dies erzwungen durch ihre Bewegung im ungeordnet vorliegenden (amorphen oder mikrokristallinen) Umfeld mit einer Vielzahl von Energiebarrieren. Die Ladungen treffen auf viele Molekül- und Phasengrenzen und damit auf substantielle und strukturelle Defekte, was die Rekombination und somit den Verlust der Zweierladungen bedeutet.
In einer organischen Solarzelle besteht die (aus flüssiger Phase und/oder durch Vakuumverfahren aufgebrachte) Absorberschicht in der Regel aus einem Volumengemisch von donator- und akzeptorartigen organischen Halbleitern. Diese Schicht wird auf eine lichtdurchlässige, leitfähige Elektrode (mit einem transparenten Leiter beschichtetes Floatglas) aufgebracht. Die transparente Elektrode erlaubt es, möglichst viel Licht einzukoppeln, um die Ausbeute an absorbierten Photonen in der eigentlichen aktiven Schicht zu maximieren. Gleichzeitig sollte sie einen geringen elektrischen Flächenwiderstand aufweisen. Die wichtigste Eigenschaft jedoch ist ihre Austrittsarbeit, die bestimmt, mit welchem der beiden Halbleiter sie bevorzugt Ladungsträger austauscht (negative oder positive, entsprechend Elektronen oder Elektronfehlstellen). Auf die andere Seite der Absorberschicht wird eine Metallelektrode aufgedampft. Sie sammelt die Ladungsträger entgegengesetzten Vorzeichens von jenen, die über die transparente Elektrode fließen.
Die Rückreflexion des nichtabsorbierten Lichtes von der Metallelektrode erhöht die Ausbeute, weil das reflektierte Licht beim erneuten Durchtritt durch die Absorberschicht eine weitere Chance auf Absorption erhält. Auch kann die Dicke der Absorberschicht im Resonator zwischen Glaselektrode und Metallelektrode auf Maximalabsorption einer gewissen Wellenlänge optimiert werden; jedoch ist der Effekt im Vergleich zu elektrischen Überlegungen gering, siehe unten.
Die Klemmenspannung einer solchen Solarzelle wird wesentlich von den unterschiedlichen Austrittsarbeiten der beiden Elektroden mitbestimmt. Um einen hohen Photostrom zu erzielen, sollten die in der Absorberschicht verwendeten organischen Halbleiter möglichst hohe Beweglichkeiten für Ladungsträger beiderlei Vorzeichens aufweisen, damit sie nach Absorption möglichst rasch räumlich getrennt werden können und, je nach Vorzeichen, zu ihrer Elektrode abfließen. Da die aktuell eingesetzten organischen Halbleiter geringe Ladungsträgerbeweglichkeiten von ca. 0,01 bis 0,001 cm²/Vs besitzen, liegt die optimale Absorberschichtdicke im Bereich von nur einigen 100 nm.

## Vor- und Nachteile
Die potenziellen Vorteile einer Solarzelle auf Kunststoffbasis gegenüber herkömmlichen Siliziumsolarzellen sind:
- Geringere Herstellungskosten aufgrund preiswerterer Produktionstechnologien (Rolle-zu-Rolle-Verfahren, teilweise vakuumfrei) und niedriger Materialkosten (1 g Materialeinsatz für 1 m² Zellfläche[3])
- Flexibilität, Transparenz und einfache Handhabung (mechanische Eigenschaften von Kunststoffen)
- Energieeffiziente Herstellung möglich, keine Hochtemperaturverfahren nötig
- Erfüllen die Auflagen der EU-Richtlinie 2002/95/EG (RoHS), da auf den Einsatz von gefährlichen Stoffen verzichtet wird
- Geringe Installationskosten (z. B. mit doppelseitigem Klebeband https://www.newcastle.edu.au/newsroom/featured/electric-partnership-powers-energy-innovation)
- Unbegrenzte Einsatzmöglichkeiten, kann durch die Flexibilität auf nahezu jeder Oberfläche angebracht werden

Nachteile:
- Bisher wird nur ein relativ geringer Wirkungsgrad erreicht (17,3 %)
- Die niedrigen Wirkungsgrade bedingen einen höheren Flächenbedarf.
- Die Langzeitstabilität der organischen Verbindungen ist im Sonnenlicht noch ungenügend (Zersetzung).

## Aussichten
Der aktuelle Wirkungsgrad organischer Solarzellen liegt im Labor unterhalb dessen anderer Dünnschichttechnologien. Zum kommerziellen Durchbruch müssen sowohl die Effizienz als auch die Langzeitstabilität, insbesondere auf flexiblen Trägern und großen Flächen, noch deutlich gesteigert werden. Das technologische Potenzial der organischen Photovoltaik, als kostengünstige Energiequelle Einzug in die mobile Stromversorgung zu halten, wird gestützt durch die angestrebte Massenfertigung auf Basis etablierter Druckverfahren. In einem solchen Szenario käme der organischen Photovoltaik besondere Bedeutung in bisher unerschlossenen Anwendungsbereichen bei gleichzeitig niedrigen Investitionen zu.
Die Firma Konarka Technologies GmbH, Nürnberg, hatte 2009 erste organische Kollektoren für Mobilgeräte auf den Markt gebracht. Der Wirkungsgrad ist kleiner als 3 %. Ein Modul mit 0,45 m² bringt bei vollem Sonnenschein eine Leistung von 7,8 Watt. Allerdings meldete das Unternehmen am 1. Juni 2012 Konkurs an.
Die Firma Heliatek GmbH aus Dresden hat im März 2012 eine Produktionsanlage für organische Solarzellen aus kleinen Molekülen (small molecules) in Betrieb genommen. Im Mai 2021 soll die Serienproduktion beginnen.
Dem Fraunhofer-Institut für Solare Energiesysteme ISE in Freiburg ist es zusammen mit Partnern gelungen, eine günstige, organische Solarzelle auf flexibler Folie herzustellen. Die Herstellung erfolgt im Rolle-zu-Rolle-Verfahren. Die verwendeten Solarzellen kommen ohne Indiumzinnoxid (ITO) aus.
Das dänische Start-up infinityPV ApS (gegründet 2014) vertreibt ebenfalls organische Solarzellenmodule, welche gänzlich auf ITO und Vakuumprozesse verzichten. Sie werden vollständig im Rolle-zu-Rolle-Verfahren mit Druck- und Beschichtungsverfahren hergestellt. Hochspannungsmodule lassen sich einfach durch Schneiden an beliebiger Stelle konfektionieren.